# Náměšť na Hané
Náměšť na Hané (in tedesco Namiescht in der Hanna) è un comune mercato della Repubblica Ceca facente parte del distretto di Olomouc, nella regione di Olomouc.

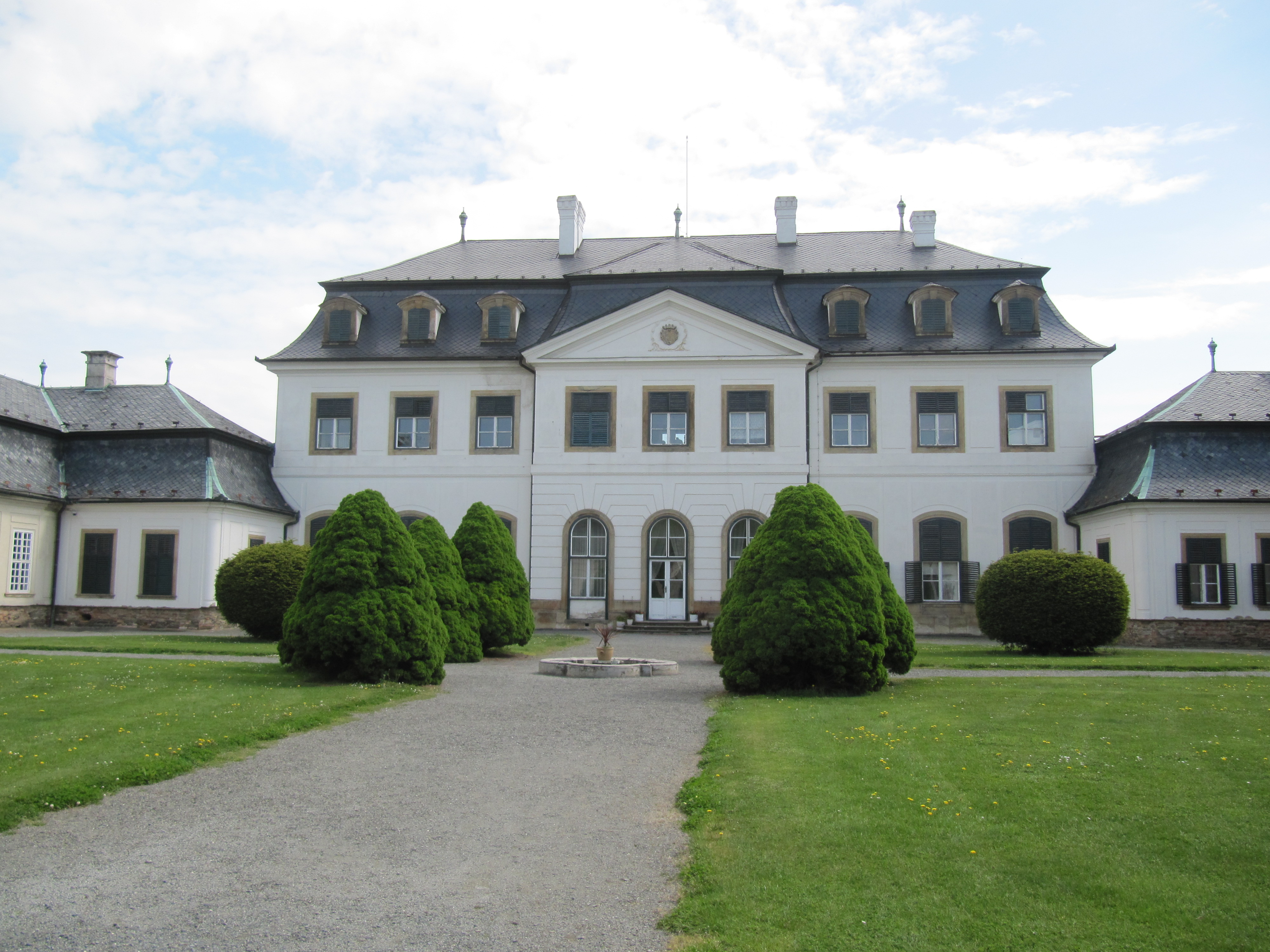
Facciata principale del castello

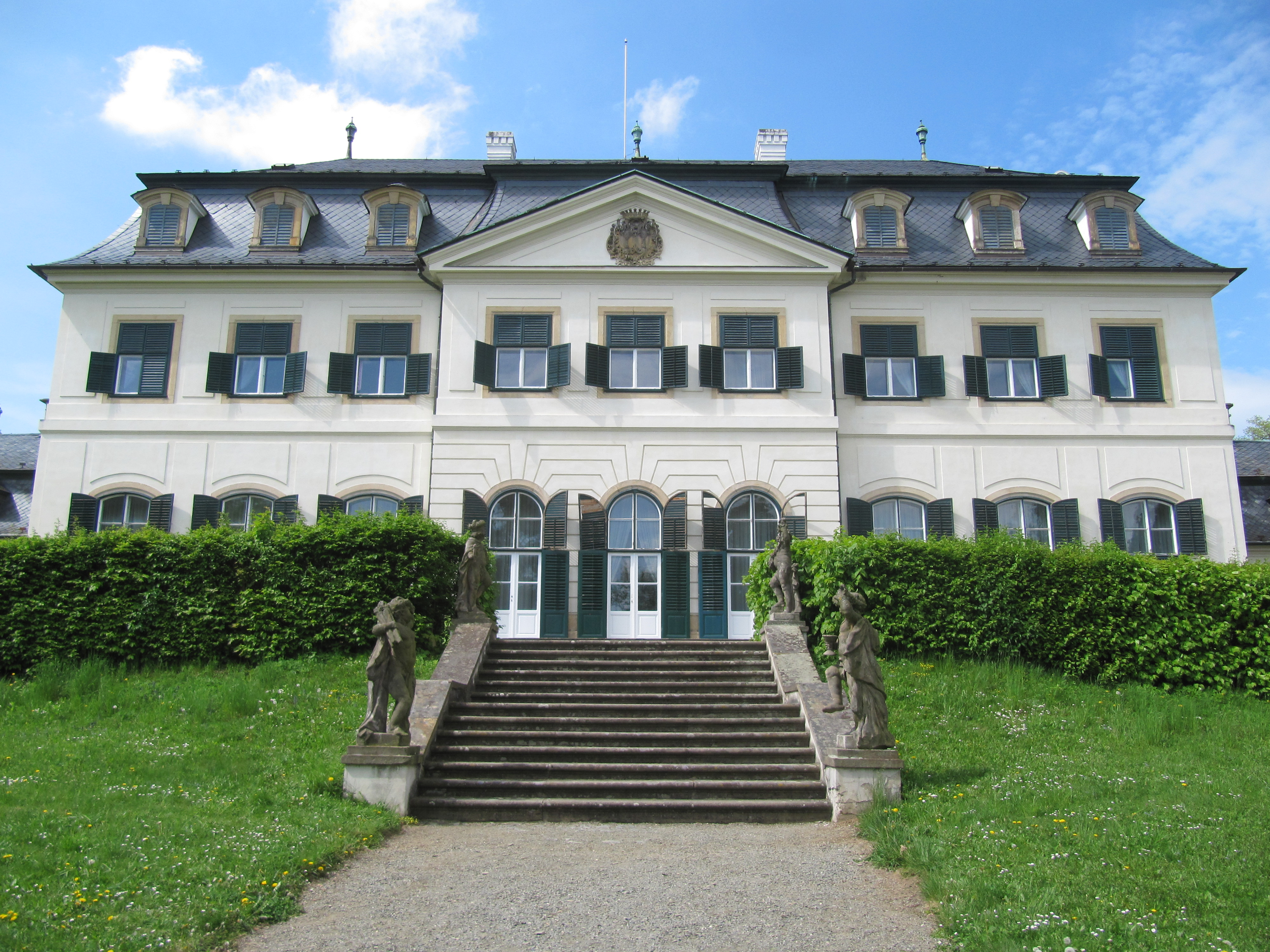
Facciata del castello verso il parco

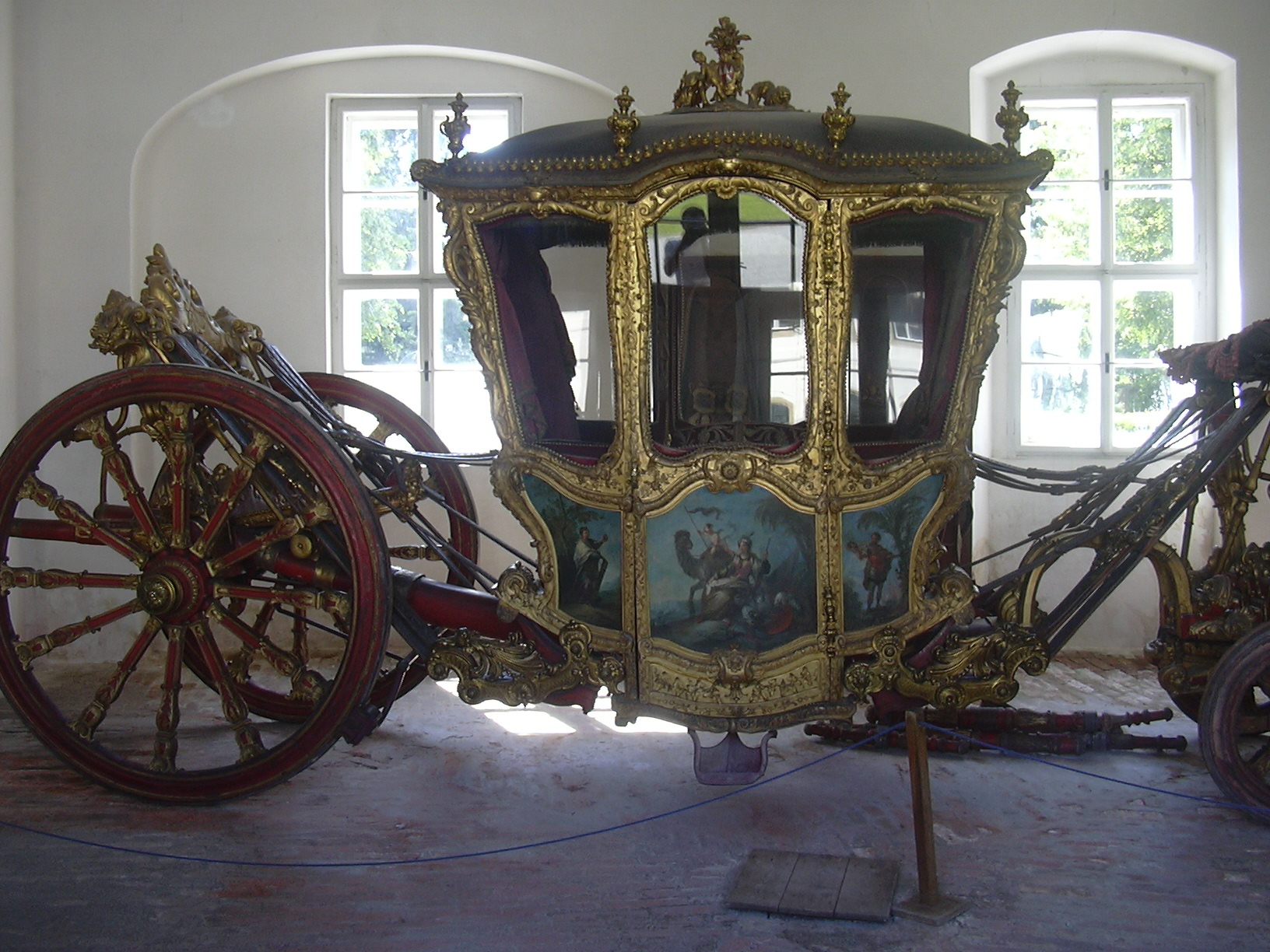
Una delle carrozze conservate nel castello

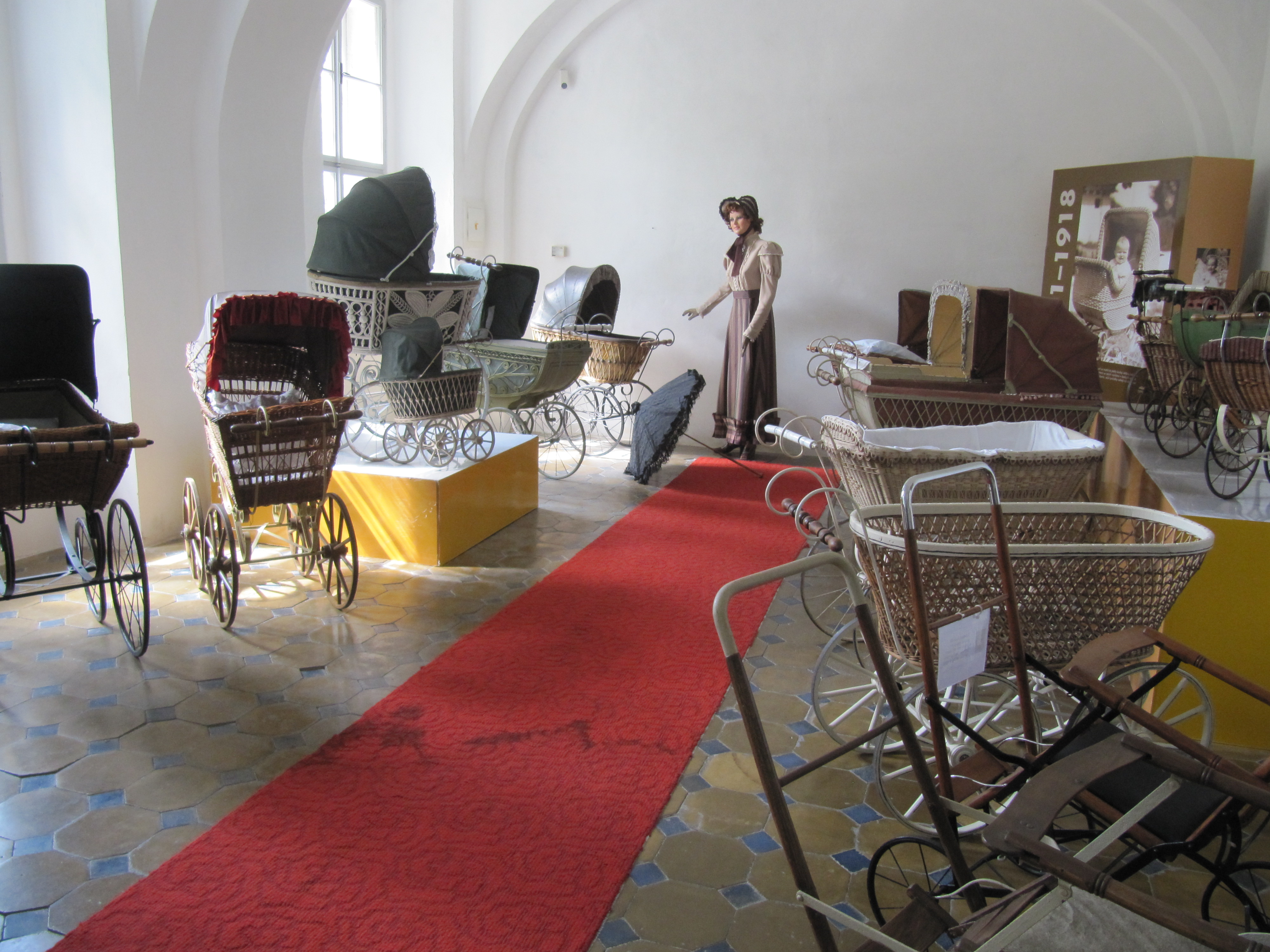
La mostra di carrozzine per bambini

## Il castello
Il castello di Náměšť na Hané è un edificio tardo-barocco di gusto francese (con i tipici tetti a mansarda), degli anni 1766-1768, appartenuto alla nobile famiglia Harrach.
Gli interni d'epoca del castello sono arricchiti da una collezione di quadri, per lo più del XIX secolo.
Nel castello sono allestite anche due esposizioni permanenti:
- una raccolta di carrozze di legno dorato del XVIII secolo, appartenenti agli arcivescovi di Olomouc,
- una raccolta di carrozzine per bambini di diverse epoche.

Caratteristico è il giardino, a pianta circolare con i viali alberati divergenti.